# Paraplacodus
Paraplacodus foi um Placodonte do Período Triássico Médio, na Era Mesozóica. Seus fósseis foram descobertos no norte da Itália e a espécie foi nomeada em 1931 por Bernard Peyel.